# Liberty of the Seas
Die Liberty of the Seas ist ein Kreuzfahrtschiff von Royal Caribbean International. Bis 2009 war sie gemeinsam mit ihren Schwesterschiffen Freedom of the Seas und Independence of the Seas das größte Kreuzfahrtschiff der Welt.

## Geschichte
Das Schiff wurde auf der Werft Aker Yards im finnischen Turku gebaut. Sie wurde am 30. September 2004 bestellt. Am 17. Oktober 2005 wurde das Schiff auf Kiel gelegt und verließ das Baudock am 4. August 2006. Am 18. April 2007 wurde die Liberty of the Seas an Royal Caribbean International abgeliefert. Sie kam unter der Flagge der Bahamas mit Heimathafen Nassau in Fahrt.
Nach der Ablieferung im Frühjahr 2007 wurde das Schiff für ganzjährige Kreuzfahrten in der Karibik eingesetzt. Seit 2011 wird sie zwischen Frühjahr und Herbst im Mittelmeer ab Barcelona eingesetzt, Standort im Winter bleibt die Karibik.
2012 wurde eine der sechs Hauptmaschinen zu Testzwecken mit Scrubbern ausgerüstet.
Im Februar 2016 wurde die Liberty of the Seas renoviert, wobei zusätzliche Kabinen im vorderen Teil des Schiffes hinzugefügt, neue Restaurants eingeführt und das Pooldeck um zusätzliche Rutschen erweitert wurden.

## Ausstattung
- Anzahl der Decks: 18, 15 davon öffentlich
- Passagierkabinenzahl: 1817
  - 242 Außenkabinen ohne Balkon (ca. 15 m²)
  - 842 Kabinen mit Balkon (ca. 19 m²)
  - 733 Innenkabinen (davon 172 mit Blick auf die Promenade)
- Besonderheiten:
  - vier Decks hohe, 9 m breite und 135 m lange Einkaufspromenade
  - Theater mit 1350 Sitzplätzen
  - Eislaufbahn mit 800 Sitzplätzen im Zuschauerrang
  - Kletterwand (ca. 169 m²)
  - Flow Rider („stehende Welle“ zum Wellenreiten)
  - 2200 m² Bade- und Erlebnislandschaft
  - Boxring
  - Basketballfeld in Originalgröße
  - Neun-Loch-Mini-Golfplatz